# 파푸아뉴기니 여자 축구 국가대표팀
파푸아뉴기니 여자 축구 국가대표팀은 파푸아뉴기니를 대표하는 여자 축구 대표팀으로 파푸아뉴기니 축구 연맹에서 관리·운영한다. 1989년 3월 26일 호주 B팀과의 1989년 OFC 여자 축구 선수권 대회 A조 조별리그 1차전에서 첫 국제 경기를 치렀고 이 경기에서 0-2로 패했으며 오세아니아 내에서는 뉴질랜드 다음으로 가장 강한 팀으로 손꼽힌다.

## 국제 대회 경력

### OFC 여자 네이션스컵
OFC 여자 네이션스컵 본선에는 10번 출전하여 이 중 2023년 FIFA 여자 월드컵 오세아니아 지역 예선격인 2022년 대회에서 사상 첫 우승을 차지하며 2023년 FIFA 여자 월드컵 예선 대륙간 플레이오프에 진출했으나 대륙간 플레이오프 1라운드에서 파나마에 패하며 사상 첫 월드컵 본선 진출이 좌절되었다.

### 퍼시픽 게임
퍼시픽 게임에는 6번 출전하여 출전한 6번의 대회에서 모두 금메달을 획득하는 엄청난 성과를 거두었으며 특히 처음으로 출전한 2003년 대회부터 2023년 대회까지 6회 연속 금메달 획득이라는 대기록을 작성했다.

## 기타 국제 대회 경력
1996년 퍼시픽컵에서는 우승을 거머쥐었고 2005년 아라푸라 경기 대회에서는 5위에 이름을 올렸다.

## 역대 성적

### FIFA 여자 월드컵
- 1991년 ~ 2023년: 예선 탈락

### OFC 여자 네이션스컵
- 1983년 ~ 1986년: 불참
- 1989년: 4위
- 1991년 ~ 2003년: 3위
- 2007년 ~ 2014년: 준우승
- 2022년 : 우승

## 같이 보기
- 파푸아뉴기니 축구 국가대표팀